# ثباید (شعر لاتین)
ثباید (انگلیسی: Thebaid) به معنی آهنگ تبای، یک حماسه نوشته شاعر رومی استاتیوس استاتیوس است. این کتاب که در اوایل دهه ۹۰ میلادی منتشر شد، شامل ۹۷۴۸ سطر است که در ۱۲ کتاب تنظیم شده است و درگیری دو برادر، اتئوکلس و پولونیکس را بر سر تاج و تخت شهر یونانی تبای بازگو می‌کند. پس از اینکه پولینیس به تبعید فرستاده می‌شود، اتحادی متشکل از هفت شاهزاده یونانی ایجاد می‌کند و لشکرکشی را علیه برادرش آغاز می‌کند.